# Bruno Roghi
Bruno Roghi (Verona, 28 aprile 1894 – Milano, 1º febbraio 1962) è stato un giornalista italiano.
Corrispondente per La Stampa di Torino, fu anche direttore dei tre maggiori quotidiani sportivi italiani, la Gazzetta dello Sport, il Corriere dello Sport e Tuttosport.

## Biografia
Figlio di Clara Taidelli e Angelo Roghi. Bruno Roghi scrisse che "era nato a Verona, ma diceva che la sua vera patria era Sanguinetto, ve lo avevano portato pochi giorni dopo la sua nascita, a Sanguinetto ha avuto latte e musica". In quel periodo nel teatro del paese sono infatti organizzate stagioni d'opera lirica dal maestro Gaetano Zinetti, compositore e direttore d'orchestra anche lui di Sanguinetto.
Avvocato e diplomato al Conservatorio di Milano, Roghi iniziò la carriera giornalistica dunque come critico musicale. Nel 1932 partecipò al concorso letterario dei Giochi olimpici di Los Angeles.
Fu per molti anni redattore della Gazzetta dello Sport, giornale che diresse dal 1936 al 1943 e dal 1945 al 1947. Ebbe poi la responsabilità del Corriere dello Sport dal 1947 al 1960 e di Tuttosport dal 1960 al 1962, anno in cui morì all'età di 67 anni a causa di un male incurabile. Ad oggi è il solo ad aver diretto tutti i tre principali quotidiani sportivi italiani.
Brillante scrittore di qualsiasi fatto di sport, egli preferì trattare soprattutto temi di ippica e di ciclismo. Firmò, nel '37, con lo scrittore Enrico Emanuelli, il volume "Il XXV Giro d'Italia", silloge di loro articoli già apparsi a commento delle imprese di Gino Bartali nella corsa rosa.
Fu fondatore e presidente del Gruppo Milanese Giornalisti Sportivi, presidente dell'Unione Stampa Sportiva Italiana (1950-1958) e vicepresidente dell'Associazione internazionale della stampa sportiva (1952-1962).
In suo onore il comune Sanguinetto, dove visse gli anni della fanciullezza, ha istituito un premio annuale letterario dedicato ai libri d'autore italiano e di sport.